# Puerto Ingeniero White
El Puerto de Bahía Blanca es un complejo portuario que abarca 25 kilómetros sobre la costa norte de la ría de Bahía Blanca y a 7 kilómetros del centro comercial. Posee un moderno balizamiento con 62 boyas luminosas alimentadas por energía solar. En el interior de la ría, está el puerto de Ingeniero White con un calado de 45 pies. El muelle multipropósito de 270 metros de eslora recientemente inaugurado, los muelles de Puerto Galván y la Posta de Inflamables completan las instalaciones.
Este sistema portuario ofrece la posibilidad de una salida directa al Océano Atlántico desde el único puerto de aguas profundas del país, con muelles para operar todo tipo de buques y mercaderías, y el primer puerto autónomo de la Argentina. Posee además un sistema de control de tráfico radarizado, único en América Latina.
El Puerto de Bahía Blanca ha sido históricamente un puerto de cereales por su proximidad a las principales zonas agroexportadoras del país. Hoy es además químico y petroquímico, y exporta principalmente materias prima
En agosto de 2006, el estado nacional construyó en primer término un área destinada a la carga de cereales y subproductos, constituida por las terminales especializadas que operaban a  las firmas Platestiba S.A.C., Terminal Bahía Blanca S.A. y Cargill S.A.I.C., y hacia el oeste, el área destinada a la denominada mercadería general, dotada de amplias instalaciones de almacenaje y depósito.
El área destinada a mercaderías generales se desarrolló originalmente a partir del flujo de cargas enfriadas y congeladas, en especial frutas y pescado, razón por la cual se halla dotada de una gran capacidad frigorífica, con 82.000 m³ disponibles.